# Pacta sunt servanda
Pacta sunt servanda (do latim: os pactos devem ser observados) é uma expressão latina elaborada na forma gerundiva, reconhecida como um brocardo jurídico. Tem origem no Direito Canônico medieval do séc. XIII a XVI, com posterior evolução no Direito Natural do séc. XVII. É um princípio-base do Direito Civil e do Direito Internacional.

## Origem histórica da expressão

### Origem e ocorrências históricas da expressão
Apesar de sua forma latina, a máxima pacta sunt servanda não advém do Direito Romano clássico. Sua formulação é atribuída aos canonistas medievais. A fonte historiográfica mais remota da expressão é uma glosa, sem força legal, inserida na edição parisiense do séc. XV-XVI do Corpus Iuris Canonici (originalmente publicado no séc. XII), no summario do capítulo De Pactis, no Liber Extra (Decreto de Gregório IX, item 1.35.1), com a seguinte redação:
"pacta quantumcunque nuda servanda sunt" [os pactos, ainda que nus, devem ser observados].
Alguns autores sugerem que a glosa pode ter sido inspirada em um excerto das Lectura (séc. XIII) de Henrique de Segusio (Hostiensis ou Cardeal de Osta):
"caveat ergo sibi is qui consentit, quia pacta, quantumcunque etiam nuda, secundum veritatem evangelii sunt servanda" [assim, quem consentir deve ter cautela, pois os pactos, ainda que nus, de acordo com as escrituras, devem ser observados].
O sentido original da expressão (extensão de tutela jurídica aos pacta nuda) sofreu uma alteração de sentido no séc. XVII, através dos jusnaturalistas. Hugo Grotius, em passagem de sua obra De Iure Belli et Pacis (1625), Livro III, cap. XIX (item II), ao tratar do dever de boa-fé (fides) para com os inimigos, enuncia o dever de observância dos acordos celebrados com inimigos (à semelhança de Cicero, de quem Grotius extraiu grande inspiração para sua obra) através do argumento de que o cumprimento de promessas seria um princípio decorrente do Direito Natural, à semelhança do comentário de Ulpiano (D. 2,14,1) que abre o capítulo De Pactis, Livro II, do Digesto. Grotius apresenta essa ideia por meio da expressão pacta servanda sint:
"ad quia homines sunt communionem habent juris naturalis, ut recte disserit Porphyrio libro de non esu animalium tertio, ex quo nascitur ut pacta servanda sint " [as pessoas têm em comum o direito natural, como corretamente disse Porfírio, no livro terceiro de sua obra [De Abstinencia] Esu Animalium, e disto nasce também o dever de observar os acordos]. 
Contudo, apesar da longa exposição de Grotius acerca dos acordos, teria sido Samuel von Pufendorf quem elevou a expressão a um princípio geral dos contratos, tal como hoje a entendemos, bem como quem conferiu a forma final da expressão, contendo três termos no gerundivo, em sua obra De Jure Naturae et Gentium Libro Octo (1672), Livro III, onde se lê o adágio no item 2 do sumário do capítulo IV:
"Pacta servanda sunt” [os pactos devem ser cumpridos]
A partir da obra de Pufendorf, a máxima passa a ser utilizada como brocardo jurídico e a integrar o cânone do Direito Internacional e do Direito Civil, sendo amplamente citada na literatura como tal nos séculos seguintes.

### Cicero
A autoria da expressão é por vezes atribuída a Cicero. Segundo alguns autores, essa falsa atribuição da máxima a Cicero decorre do fato de tanto Grotius quanto por Pufendorf terem recorrido, nos capítulos de suas obras em que tratam dos contratos, à exposição de Cicero, em sua obra De Officiis (44 ac), acerca do dever de fides (cumprimento das promessas) como princípio de Justiça. Ambos os autores jusnaturalistas invocam a exposição de Cicero para arguir a imemorialidade do princípio e sua origem no Direito Natural, ponto central do contratualismo social que defendiam. 
Contudo, não se encontra em Cicero a formulação da expressão pacta sunt servanda, nem de uma regra moral com esse teor. Pelo contrário, Cicero se ocupa, desde o início da obra De Officiis, de relativizar a obrigatoriedade do cumprimento dos acordos, e trata extensivamente de suas exceções. Nos momentos em que utiliza termos correlatos à máxima, abordando o dever de cumprir as promessas e acordos, Cicero o faz de forma negativa (nec promissa igitur servanda sunt...) [portanto, as promessas nem sempre devem ser cumpridas...].
A exposição de Cicero em De Officiis acerca da questão dos acordos é bastante exemplificativa do pragmatismo romano: partindo de um princípio platônico (ideal) de Justiça, consistente no dever de cumprimento dos acordos, Cicero diz que a emanação de quaisquer regras morais específicas a partir deste princípio só poderia ocorrer em consideração (ou ponderação) de questões práticas da vida dos homens, caso contrário se colocaria em risco a própria integralidade da organização social ou a preponderância de comportamentos justos e morais:
(L I, C V, 17) "Reliquis autem tribus virtutibus necessitates propositae sunt ad eas res parandas tuendasque, quibus actio vitae continetur, ut et societas hominum coniunctioque servetur et animi excellentia magnitudoque cum in augendis opibus utilitatibusque et sibi et suis comparandis, tum multo magis in his ipsis despiciendis eluceat" (Perante as outras três virtudes, no entanto, está a tarefa de determinar e manter aquelas coisas das quais dependem os assuntos práticos da vida, para que as relações entre homens na sociedade sejam conservadas, e a grandeza e nobreza de espírito seja revelada, não apenas no aumento dos recursos de um indivíduo ou na obtenção de vantagens para si ou para sua família, mas em coisas muito superiores a isso).
Também para Cicero, o dever do cumprimento de acordos, ainda que legalmente vinculantes, se levado a cabo de maneira rígida, poderia levar a injustiças (summum ius, summa iniuria [sumo direito, suma injustiça]).
Portanto, apesar de reconhecê-lo como princípio moral, Cicero não concebia o dever de cumprir acordos como uma regra absoluta e não formulou uma máxima semelhante à pacta sunt servanda, nem no âmbito de sua filosofia moral, nem como comentário jurídico.

## Significado da máximapacta sunt servandae suas alterações

### O conceito, anteriormente à elaboração da máximapacta sunt servanda
A ideia contida na expressão, tal como hoje é concebida (os pactos devem ser observados), antecede a formulação da máxima pacta sunt servanda. O princípio da seriedade das promessas (quem promete está obrigado a cumprir o que prometeu) remonta aos povos antigos e está presente em diversas religiões e culturas antigas, No próprio Direito Romano se reconhecia a justiça natural do princípio, com base na fides, conforme a citação de Ulpiano no item de abertura do capítulo De Pactis, Livro II, do Digesto (D. 2,14,1):
"Huius edicti aequitas naturalis est. quid enim tam congruum fidei humanae, quam ea quae inter eos placuerunt servare?" [Há uma equidade natural neste edito. Pois, o que é mais se acordo com a fé [fides] humana senão aquilo que os homens decidiram por entre si cumprir?]
Cicero, em sua obra De Officiis (44 a.C.), apesar de reconhecer o cumprimento dos contratos como um "princípio de Justiça", entendia que as regras morais específicas (regras de conduta) que poderiam ser derivadas a partir desse princípio deveriam ser consideradas caso a caso, e nunca de forma absoluta. Do ponto de vista jurídico, Cicero cita o provérbio summus ius, summa iniuria ao se referir à possibilidade jurídica de relativização de um direito para o atingimento de uma finalidade moral legítima.
Do ponto de vista do Direito Romano, a ideia da obrigatoriedade de observância dos contratos nunca foi uma regra sem exceções. Também do ponto de vista moral, para os romanos, a ideia não era absoluta e nem permitiu o desenvolvimento de uma máxima nesse sentido.

### A questão das formas
A discussão das formas se refere a quais tipos de acordos ou promessas devem ser consideradas vinculantes. Nas religiões abraâmicas, por exemplo, as promessas se diferenciam dos juramentos, com tratamentos diferenciados. Os romanos também acusavam a existência de diferenças entre promessas e juramentos, dando a cada uma um tratamento próprio. Posteriormente, na idade média, os juramentos eram a forma mais comum de celebração de contratos. E, na cristandade, vigorou a ideia de que qualquer promessa deveria ser considerada seriamente, o que deu, inclusive, a primeira elaboração da máxima pacta sunt servanda. 
Para o Direito Romano clássico, apenas os contratos (contractum, derivado de contrahere [contrair (uma obrigação)]) previstos em lei e dependentes de certas formalidades para sua celebração eram tidos como passíveis de criar obrigações jurídicas (obligatio), conforme a famosa summa divisio de Gaio (Institutas, 3,88). Com isto, se diferenciavam os acordos ou promessas que poderiam ou não ser acionados juridicamente (através de actio ou condictio), ou aqueles que deveriam ou não ser levados a sério pelas partes.
Foram várias as formas pelas quais o rigor do formalismo jurídico em Roma foi mitigado em favor de uma maior abrangência da tutela dos pactos. Os mecanismos jurídicos notórios por terem servido a este propósito são: stipulatio, actio prescripti verbis, actio in factum, in iure cessio, actio in bona fidae, a combinação de contratos típicos ou até mesmo a casuística pretoriana.
Para os romanos, foi progressiva a universalização do reconhecimento jurídico dos acordos informais. Mas, para alguns autores, a diferenciação não possuía qualquer efeito prático, pois haviam mecanismos suficientes para garantir tutela jurídica a todos os pactos. Foi acerca dessa discussão das formas que se deu a elaboração original da máxima pacta sunt servanda pelos canonistas medievais.

### Significado na origem canônica da expressãopacta sunt servanda
No Digesto (Livro II, capítulo 2.14 - De Pactis), há diversos momentos em que a discussão acerca da obrigatoriedade ou não dos pactos (em contraposição aos contratos) é abordada, em especial no capítulo 2,14,7. Um dos excertos mais importantes para essa discussão é a colocação de Ulpiano em D 2,14,7,4:
"Sed cum nulla subest causa, propter conventionem hic constat non posse constitui obligationem: igitur nuda pacto obligationem non parit, sed parit exceptionem" [Mas, sem uma causa subjacente, é determinado que nenhuma obrigação é constituída: dessa forma, um pacto “nu” não gera obrigação, mas pode gerar uma exceção]
O texto do Digesto não traz uma definição de "pacto nu" (pactum nudo), tendo cabido aos canonistas a sua definição. O método interpretativo dos canonistas e glosadores era o da reverência aos textos originais, buscando dar a eles uma unidade coesa e uma sistematização através da interpretação. Assim, as eventuais contradições, algumas decorrentes da historicidade das fontes compiladas no Digesto, foram ignoradas em favor de uma tentativa de sistematização do texto original, o que pode ter sido influenciado pela aplicação de uma hermenêutica teológica cristã ao Digesto (princípio exegético da inerrância).
Para resolver a questão da ausência de tutela jurídica aos pacta nuda (D 2,14,7,4), os canonistas criaram um gênero (pactum), ao qual pertenciam duas categorias: os pacta nuda e os pacta vestita (termo criado pelos canonistas). Os pacta vestita seriam todos os acordos que se revestissem de formalidades e requisitos legais aptos a torná-los juridicamente vinculantes (geradores de obligatio) e passíveis de tutela por meio de uma actio. A esta categoria pertenciam os contratos, dentre outros pactos cuja tutela jurídica era implicada pelas fontes do Direito Romano. Os pacta nuda, por sua vez, seriam os pactos informais, despidos de qualquer formalidade ou causa aptas a torná-los juridicamente vinculantes ou exigíveis, apesar de poderem ser invocados como defesa.
Nesta questão dos pactos informais, a grande contribuição dos canonistas, em especial de Hostiensis, foi a interpretação acerca dos pacta nuda sob a ótica da teologia cristã, concluindo pela obrigatoriedade de todas as promessas, "porque para Deus não haveria diferença entre uma promessa e um juramento". As conclusões de Hostiensis foram no sentido de que Igreja Católica deveria tutelar os pactos não revestidos pelas formalidades do Direito secular ("ex pacto nudo datur actio" ou "nos ex nudo pacto actione damus"), pois as promessas feitas perante Deus deveriam ser todas honradas.
Por muitos séculos, a solução de Hostiensis ficou adstrita às questões de Direito canônico. A partir do séc. XIII, a Igreja passou a conceder uma ação tutelar (condictio ex canone) para os pacta nuda. Para Zimmermann, a ampla adoção da solução de Hostiensis era também conveniente à Igreja: ao tutelar os pactos e promessas não acionáveis pelo Direito secular, a Igreja Católica expandia sua jurisdição para muitos casos da vida ordinária ignorados pelas autoridades seculares, ampliando sua esfera de influência na sociedade.
Nesse contexto é que surge a glosa (pacta quantumcunque nuda servanda sunt [os pactos, ainda que nus, devem ser observados]), publicada inicialmente na edição parisiense do Corpo Iuri Caonici (séc. XV-XVI), no caso 1.35 do Liber Extra (Gregório IX). A glosa faz parecer que, no caso decidido pelo Consílio Africano, teria sido reconhecida a concessão de tutela jurídica a um pacto sem as formalidades legais (pacta nuda, na concepção dada pelos canonistas). O momento de inserção da glosa (séc. XV-XVI) coincide com a expansão do mercantilismo e da secularização na Europa. Também é no séc. XVI que a literatura reconhece ter havido a ampla aceitação dos pacta nuda no Direito secular.
A glosa teria sido inspirada nas conclusões de Hostiensis. Para Hyland, Hostiensis sempre utilizou a máxima conjugada com outros elementos casuísticos (semper pacta novissimus sunt servanda; pacta inter partes habita servanda sunt; pacta quantumcunque etiam nuda, secundum veritatem evangeli sunt servanda), sem jamais tê-la elevado a um princípio geral. Assim, ainda que Hostiensis (e a posição dos canonistas e glosadores) não tenha sido suficiente para elevar a máxima a um princípio geral, a contribuição dos canonistas para afastar o formalismo nos acordos é reconhecida na literatura, bem como sua expressão mediante a máxima pacta sunt servanda.
Em relação ao sentido original da expressão pacta sunt servanda (ampliação de tutela jurídica aos pactos informais), os institutos jurídicos contemporâneos mais próximos são aqueles que universalizam a tutela jurídica dos negócios jurídicos e a autonomia de contratar, em detrimento de limitações relacionadas ao formalismo ou à tipicidade dos contratos.
No Direito brasileiro, pode-se citar os seguintes institutos relacionados a esse sentido da expressão: (1) a possibilidade de celebração de contratos atípicos (art. 425, do Código Civil); (2) a forma livre como regra para a formação dos negócios jurídicos (art. 104, III, do Código Civil) e para a manifestação de vontade (art. 107 do Código Civil); e (3) a manifestação da vontade como forma de nascimento de contratos juridicamente válidos (art. 427, 428, 432 e 433 do Código Civil).

### Significado no Direito Natural (séc. XVII)
Com Grotius e Pufendorf, este último sendo responsável pela elaboração da máxima pacta sunt servanda tal como hoje a conhecemos, o contratualismo social e o Direito Natural ganham suas expressões máximas. Para Pufendorf, a sociabilidade do ser humano é o seu caráter essencial, em oposição à ideia de Hobbes de que o estado natural do ser humano seria o de guerra de todos contra todos. Dessa sociabilidade assumida por Pufendorf, no entanto, decorre a necessidade de regulá-la, momento em que a figura do contrato se torna especialmente relevante, tendo sido o primeiro autor a elaborar uma teoria geral dos contratos, algo inédito no Direito e cuja ausência fora fonte da grande problemática acerca dos contratos no Direito Romano, tanto clássico como medievo.
A importância e o significado dos contratos para o Direito Natural é amplo: justificam as relações políticas entre soberano e súditos (poder Estatal); justificam as relações entre os súditos eles próprios (contrato social); regulam as relações de paz entre as nações (paz e Direito Internacional); dão substrato jurídico às relações econômicas entre particulares, numa sociedade em que se desenvolvia o capitalismo.
Tendo o contrato como figura central na sociedade, o cumprimento dos contratos, no sentido dado pelos jusnaturalistas, é elevado a um princípio absoluto. A quebra do contratualismo significa, no esquema explicativo dos jusnaturalistas, a dissolução total da sociedade e sua incursão em um estado de beligerância. Por essa razão que a máxima pacta sunt servanda teve, no séc. XVII, o seu desenvolvimento máximo. Ao cabo do séc. XIX, a máxima já era considerada um princípio universal.
Para Hyland, esses foram os elementos que permitiram que a máxima, elaborada de maneira condicionada à questão dos pacta nuda durante a idade média, pelas mãos dos canonistas, pudesse ser elevada a um princípio geral e abstrato pelos jusnaturalistas, algo que os canonistas não haviam logrado realizar. 
O desenvolvimento da máxima, nesses termos, representa uma mudança de sentido: os canonistas se referiam ao fim das formalidades e ampliação de reconhecimento dos pacta nuda; já a formulação, para os jusnaturalistas, implica a elevação do já conhecido princípio (de que os acordos devem ser cumpridos) a uma máxima universal. A novidade trazida, portanto, é a totalização do princípio, na roupagem dada pelo contratualismo social dos jusnaturalistas, que acaba por ampliar a relevância do cumprimento dos acordos à própria sobrevivência da sociedade, especialmente ao se referir aos contratos no âmbito político e estatal.
No Direito brasileiro, não há nenhuma disposição legal diretamente relativa a esse sentido da expressão pacta sunt servanda, diferentemente do que ocorre no art. 1 134 do Código Civil Francês. O tratamento da obrigatoriedade dos contratos no Direito brasileiro é feito de maneira indireta, mediante os mecanismos que tratam da inadimplência, da inexecução de contratos e das ações postas à disposição dos prejudicados.

### Significado no Liberalismo (séc. XVIII-XIX), no pós-positivismo (séc. XX) e no neoliberalismo (séc. XX-XI)
O princípio pacta sunt servanda passa a ter uma denotação mais econômica no alvorecer do liberalismo. Nesse contexto, os contratos são tidos como exercício supremo da liberdade ou de expressão máxima da auto-afirmação e busca da felicidade dos indivíduos. Segundo Pound, a eficácia desses ideais dependeria de uma "ampla e geral imposição do cumprimento de promessas". A essa primeira fase dos Direitos Fundamentais (1ª dimensão) está atrelada a ideia de liberdade (p.ex., a liberdade no momento de estabelecer os termos de um contrato), sendo papel do Estado garantir sua exequibilidade e eficácia. A dependência da economia do séc. XIX à produção industrial sob o modelo de trabalho remunerado também elevou a importância do contrato de trabalho como instrumento regulamentador dessa relação.
Com o fim da 1ª Guerra Mundial e o nascimento dos Direitos Sociais (2ª dimensão dos Direitos Fundamentais), a autonomia de contratar passou a ser limitada. Os novos direitos sociais não atingem o dever de cumprir os contratos, mas impõem limites à autonomia dos contratantes no momento de estabelecimento de suas cláusulas.
No neoliberalismo, através da análise econômica do Direito (em especial após o trabalho de Coases), os contratos passam a ser vistos como instrumentos de segurança e previsibilidade econômica, sendo a sua exequibilidade necessária para o bom funcionamento da economia de mercado. Passa-se a dar novamente mais eficácia à autonomia dos contratantes e menor eficácia às limitações dos direitos sociais, momento em que o princípio pacta sunt servanda é invocado para dar substrato jurídico a esta relação.
No Direito brasileiro, estão relacionadas a essas questões: (a) a função social do contrato como limitação à autonomia de contratar (art. 421 do Código Civil: "A liberdade contratual será exercida nos limites da função social do contrato"); (b) as hipóteses de revisão contratual (p.ex. art. 478 do Código Civil; art. 6, V, do Código de Defesa do Consumidor); e (c) as hipóteses de denúncia unilateral dos contratos (p.ex., na Lei 8 245/1991).
Em 2019, foi promulgada no Brasil a Lei 13 874/2019 (conversão da Medida Provisória 881/2019), conhecida como "Lei da Liberdade Econômica", que, dentre outros, alterou disposições do Código Civil, restringindo a sociabilização da responsabilidade civil (p.ex., ao permitir a sociedade limitada unipessoal; ao restringir o alcance da desconsideração da personalidade jurídica) e incluindo no art. 421 (função social do contrato) o Parágrafo Único, que determina a excepcionalidade da revisão e a intervenção mínima nos contratos particulares, reforçando o teor da máxima pacta sunt servanda.
Durante a atual pandemia mundial do CODIV-19, a questão da revisão dos contratos, implicando uma mitigação do princípio pacta sunt servanda, passou a ser tópico de discussão no país, com decisões favoráveis à hipótese de revisão no primeiro semestre de 2020.

### Significado no Direito Internacional
No seu sentido mais comum, o princípio pacta sunt servanda refere-se aos contratos privados, enfatizando que as cláusulas e pactos ali contidos são um direito entre as partes, e o não-cumprimento das respectivas obrigações implica a quebra do que foi pactuado. Esse princípio geral no procedimento adequado da práxis comercial — e que implica o princípio da boa-fé — é um requisito para a eficácia de todo o sistema, de modo que uma eventual desordem seja às vezes punida pelo direito de alguns sistemas jurídicos mesmo sem quaisquer danos diretos causados por qualquer das partes.
Com relação aos acordos internacionais, "todo tratado em vigor obriga as partes e deve ser cumprido por elas de boa-fé",(A) ou seja, o pacta sunt servanda é baseado na boa-fé. Isto legitima os Estados a exigir e invocar o respeito e o cumprimento dessas obrigações. Essa base da boa-fé nos tratados implica que uma parte do tratado não pode invocar disposições legais de seu direito interno como justificativa para não executá-lo.
O único limite ao pacta sunt servanda é o jus cogens (latim para "direito cogente"), que são as normas peremptórias gerais do direito internacional, inderrogáveis pela vontade das partes.

## O contrato tem força de lei entre as partes (o equivalente francês)
No direito comercial internacional (lex mercatoria) que se desenvolvia na Europa ao fim da Idade Média, impulsionada pela expansão do mercantilismo, todos os pactos eram virtualmente tidos como obrigatórios, pois os costumes mercantes lhes garantiam tutela jurídica. Nos Estados então criados pelas Cruzadas, vigorava a máxima "convenant vainc hi", da qual se tem registro também como "convenances vaint loi" (séc. XIII) e, por fim, no adágio de Antoine Loysel (séc. XVII) "convenances vainquent loi" [as convenções se sobrepõem à lei]. A expressão seria uma generalização do excerto do Digesto (D. 50,17.23) "legim enim contractus dedit" [o contrato impõe uma lei].
A máxima foi refletida na famosa redação do art. 1 134 do Código Civil Francês (Código Napoleônico) (1804):
"Art. 1 134: Les conventions légalement formées tiennent lieu de loi à ceux qui les ont faites" [os contratos legalmente formados têm força de lei entre aqueles que o fizeram"]
Apesar de inserido no âmbito do Código Civil Francês, que rege juridicamente as relações internas no país, o sentido da expressão remonta à prática comercial internacional, na qual são frequentes os conflitos entre o acordo celebrado e o Direito interno (nacional) dos países implicados (p.ex., os países em que as obrigações devem ser realizadas, ou onde um litígio acerca do contrato deve ser iniciado). Seu sentido, portanto, é o de dar prevalência aos acordos comerciais internacionais, ainda que o Direito interno envolvido seja com eles conflitante.
No âmbito interno prevalece a regra de que os contratos que violem a ordem pública, a lei, os costumes ou a moral são considerados inválidos. Portanto, o art. 1 134 do Código Civil Francês não se refere, literalmente, a uma sobreposição dos contratos particulares às leis de um país, mas é uma referência ao secular adágio "convenances vainquent loi", já consagrado na cultura jurídica francófona e internacional antes da elaboração do Código.